# Christian Weiss
Pour les articles homonymes, voir Weiss.
Christian Weiss est un pasteur allemand et auteur de cantiques luthériens né à Zwickau le 10 octobre 1671 et décédé à Leipzig le 8 décembre 1736.

## Biographie
Christian Weiss est surtout connu pour avoir été, de 1714 à sa mort, le pasteur de l'église Saint-Thomas de Leipzig, là-même où Johann Sebastian Bach exerce son cantorat. Il est auparavant diacre (en 1708) puis archidiacre (en 1710) à l'église Saint-Nicolas. Était-il très lié à Bach ou bien celui-ci s’efforçait-il d'entretenir de bonnes relations avec « son » pasteur ? Toujours est-il que Dorothea Sophia Weiss, une fille de Christian Weiss, est marraine de Johann Christoph Friedrich, seizième enfant du cantor. Une maladie le prive de l'usage de sa voix de 1718 à 1724 et, par la même occasion, lui interdit de prêcher, situation assez inédite pour un pasteur. Son fils, Christian Weiss, Jr. (1703-1743), figure également parmi les membres du clergé de Saint-Thomas pendant le cantorat de Bach.
Rudolf Wustmann et Werner Neumann suggèrent que Christian Weiss est l'auteur de textes des cantates BWV 37, 44, 67, 75, 76, 81, 104, 154, 166 et 179. Charles Sanford Terry et W. Murray Young proposent également que le pasteur ait contribué aux cantates BWV 40, 42, 45, 46, 64, 65, 69, 77, 89, 102, 105, 110, 119, 120, 136 et 143.

## Sources
- Alberto Basso (trad. de l'italien par Hélène Pasquier), Jean-Sébastien Bach, vol. I : 1685-1723, Paris, Fayard, octobre 1984, 844 p. (ISBN 2-213-01407-8)
- Alberto Basso (trad. de l'italien par Hélène Pasquier), Jean-Sébastien Bach, vol. II : 1723-1750, Paris, Fayard, décembre 1985, 1072 p. (ISBN 2-213-01649-6)
- Gilles Cantagrel, Les cantates de J.-S. Bach, Paris, Fayard, mars 2010, 1665 p.  (ISBN 978-2-213-64434-9)
- (en) Biographie sur Bach-cantatas.com